# Lộc Phú, Lộc Ninh
Lộc Phú là một xã thuộc huyện Lộc Ninh, tỉnh Bình Phước, Việt Nam.

## Địa lý
Xã Lộc Phú nằm ở phía đông huyện Lộc Ninh, có vị trí địa lý:
- Phía đông giáp huyện Bù Gia Mập
- Phía tây giáp xã Lộc Thuận
- Phía nam giáp xã Lộc Quang
- Phía bắc giáp xã Lộc Hiệp.

Xã có diện tích 30,26 km², dân số năm 2008 là 7.035 người, mật độ dân số đạt 232 người/km².

## Hành chính
Xã Lộc Phú được chia thành 7 ấp.
Trong đó có 3 ấp là đồng bào dân tộc.

## Lịch sử
Xã mới được thành lập vào ngày 1 tháng 3 năm 2008 trên cơ sở tách ra từ xã Lộc Quang. 

## Kinh tế - xã hội

### Kinh tế
Cơ cấu dân số nhiều thành phần đa dân tộc, đa tôn giáo, đồng bào dân tộc thiểu số chiếm khoảng 22% so với tổng dân số trong toàn xã. Hàng năm dân số tăng cơ học khá cao do sự di dân tự do từ các tỉnh khác đến làm ăn sinh sống tại địa phương đã gây ảnh hưởng không nhỏ đến công tác quản lý nhân khẩu hộ khẩu và các mặt kinh tế xã hội của xã, nhân dân trong xã phát triển kinh tế chủ yếu dựa vào sản xuất nông nghiệp là chính, những năm qua tình hình kinh tế xã hội có sự tăng trưởng, đời sống vật chất tinh thần của nhân dân trong xã ngày càng được nâng cao. Song do trình độ dân trí không đồng đều do đó cuộc sống của một bộ phận dân cư còn gặp nhiều khó khăn nhất là đồng bào dân tộc.
Hiện nay, xã Lộc Phú đang trên đà phát triển mạnh, cơ sở hạ tầng đã dần ổn định với khoảng 5 km đường đã được trải nhựa.

### Xã hội

#### Giáo dục
Cụm trường Mẫu giáo Bình Minh, Tiểu học Lộc Phú, Cấp 2 Lộc Phú được đầu tư xây mới nằm trên trục đường chính của xã, thuận lợi cho con em trong xã theo học.